# Любимов Микола Олексійович
Микола Олексійович Любимов (рос. Николай Алексеевич Любимов; * 1830 — † 1897) — російський фізик, публіцист і історик, професор Московського університету (1865-1882).
З середини 1860-х років займався питаннями університетської освіти в Росії і за кордоном. У 1876 р. брав участь у комісії під головуванням І. Д. Делянова, яка ревізувала університети. У 1882 р. призначений членом Ради міністра народної освіти.
У 1863-1882 рр.. Любимов був співредактором М. Н. Каткова по журналу «Русский вестник».
Влітку 1893 р. (за два роки до відкриття братів Люм'єрів) — разом з винахідником Й. Тимченком розробив скачковий механізм «слимак», який було використано для удосконалення стробоскопу. Принцип дії цього механізму став основою для нового апарату «кінескопу», у створенні якого брав участь винахідник М. Фрейденберг.
Автор книг:
- «Історія фізики. Досвід вивчення логіки відкриттів в їхній історії» (Т.1-3, СПб., 1892-1896)
- «Крах монархії у Франції» (М., 1893).